# Entypsbåt

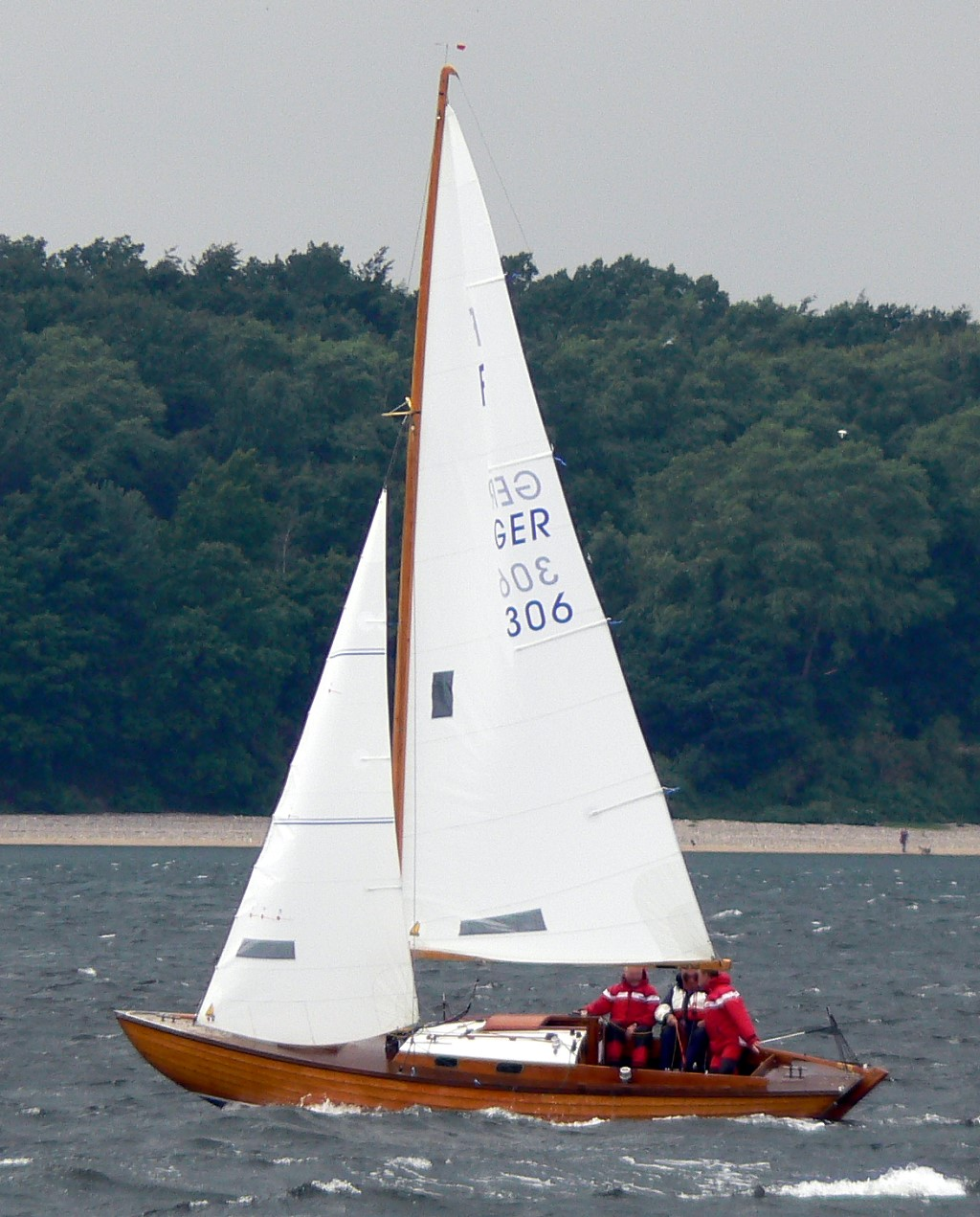
Nordisk folkbåt är en klassisk entypsbåt, konstruerad 1942 av Tord Sundén

En entypsbåt är en båt, oftast en segelbåt avsedd för kappsegling, byggd enligt en specifikation som noga definierar en båtklass. Avsikten är att båtarna skall vara jämbördiga vid segeltävlingar, så att inga handikapp behöver ges. Samtidigt kan entypsbåtarna lätt serietillverkas, vilket sänker kostnaderna. 
Den äldsta mer spridda entypsbåten var jollen North Haven dinghy. North Haven-jollar har seglats i tävlingar i Maine i USA sedan första tävlingen 15 augusti 1887. Jollen utvecklades till en entypsbåt av John Gale Alden  1919, varefter båttypen reviderades 1929.
I Europa ritades och byggdes den 4,12 meter långa Morbihan av Émile Soinet i Lorient i Frankrike 1891 för att bli en entypsbåt. 25 exemplar av typen byggdes.
Den första entypsklass som blev internationellt erkänd för tävlingssegling var International 12 feet-jolleklassen, konstruerad av George Cockshott 1912. Den godkändes av IYRU 1919 och hade detta erkännande fram till 1964, då IYRU återtog godkännandet. Denna klass blev den första entypsklass som valdes ut för Olympiska spelen och fanns med 1920 och 1928.

## Entypsbåtar i Sverige
Segelbåten Mälar 22:an kan anses vara Sveriges första entypsbåt. Den konstruerades av Gustaf Estlander 1930. Mellan 1930 och 1940 byggdes i medeltal tio båtar per år. Den näst senaste Mälar 22-träbåten byggdes 1948, och den senaste 1962.

## Bildgalleri

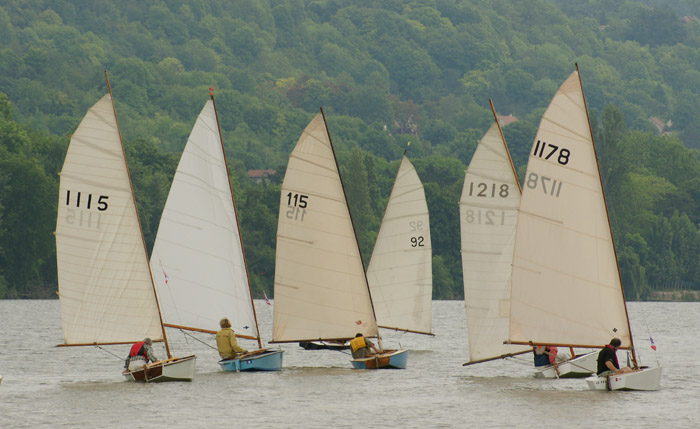
New Haven dinghies
Morbihan, konstruerad i Frankrike 1891
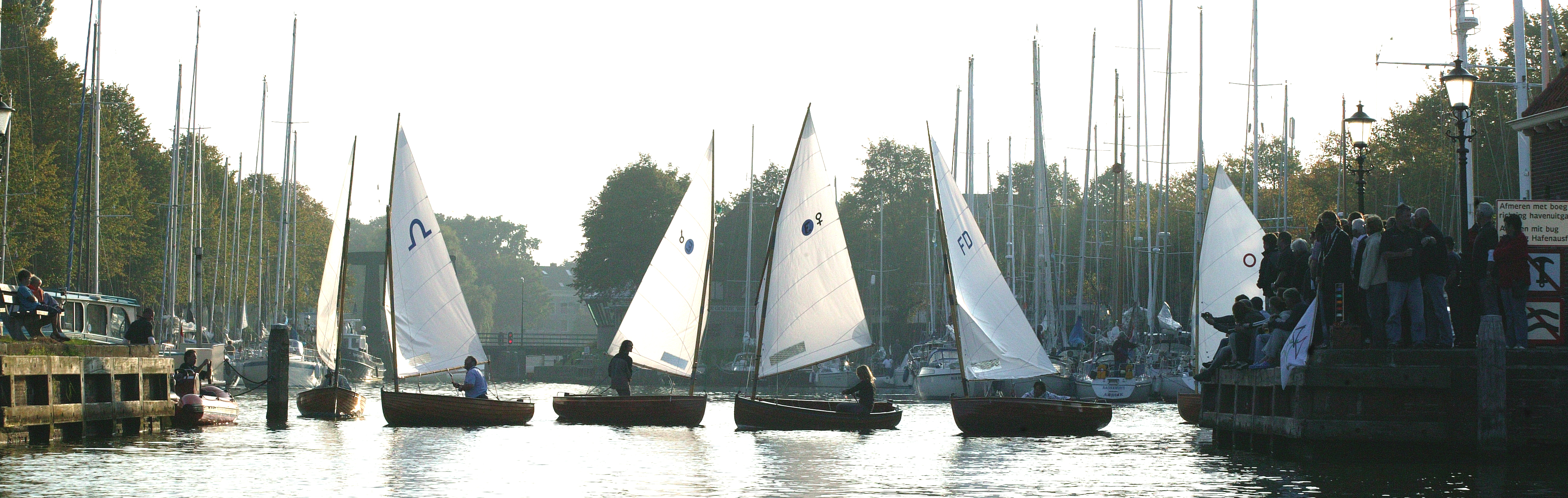
12-fotsjollar vid regatta vid Vintage Yachting Games 2008
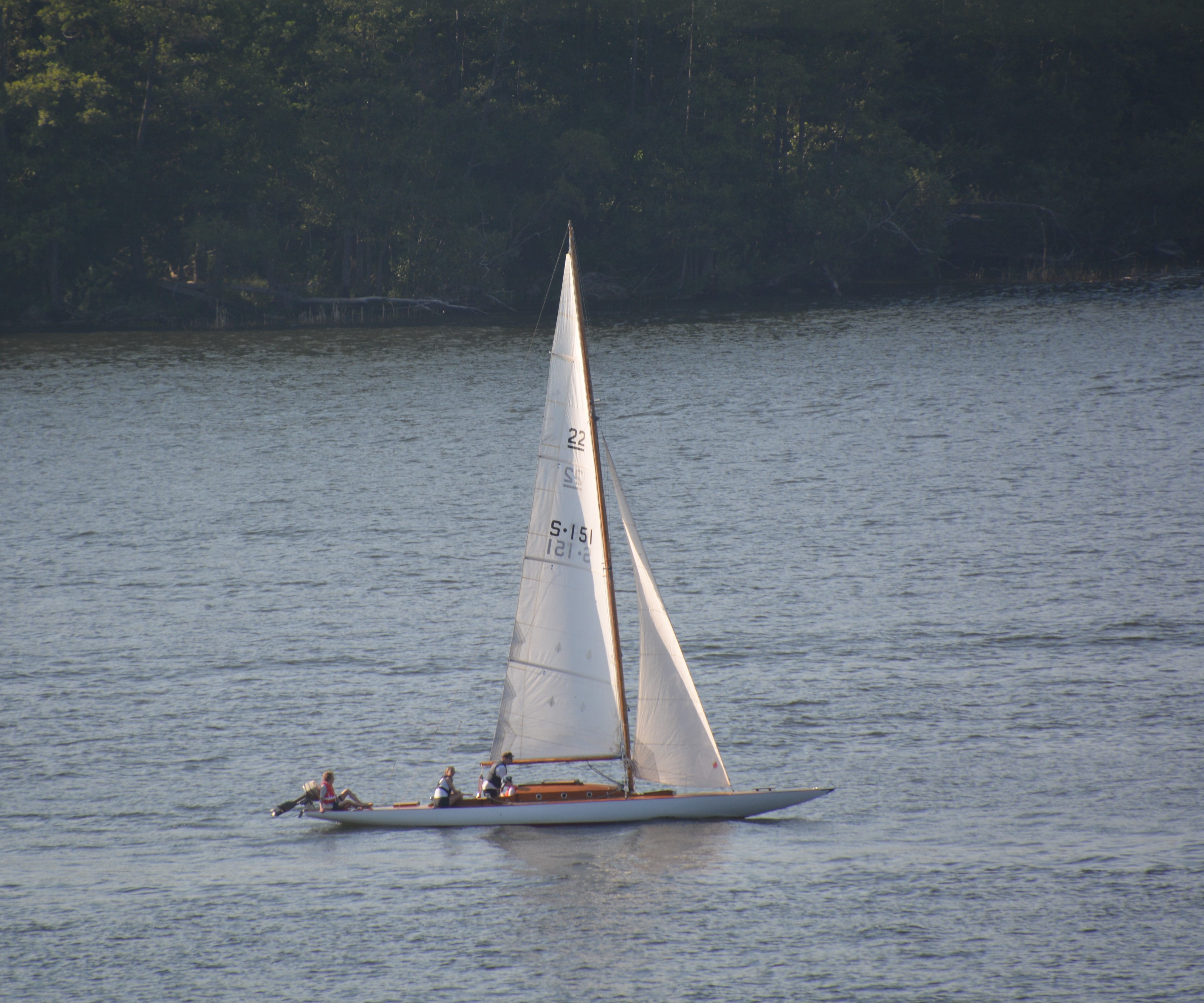
Mälar 22, konstruerad 1930 av Gustaf Estlander
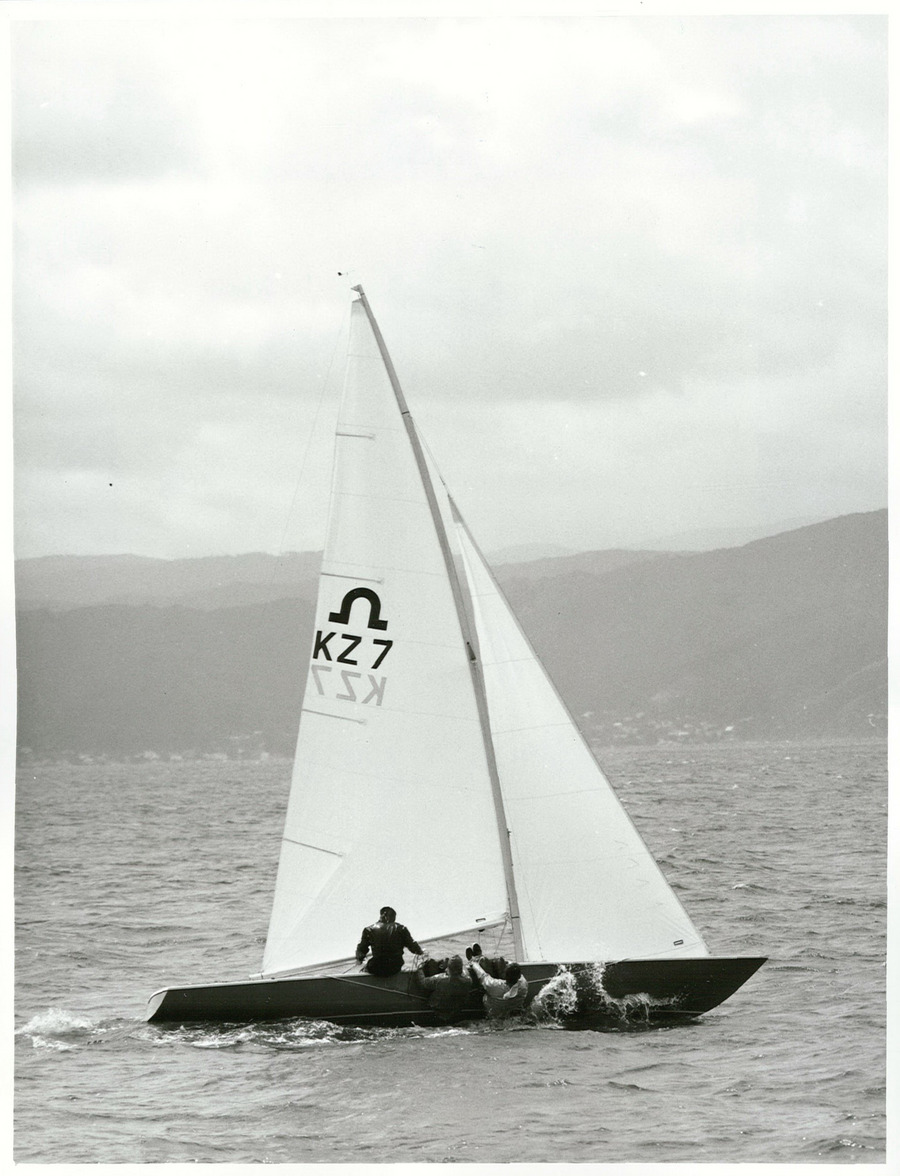
Soling, konstruerad 1965 av Jan Herman Linge
H-båt
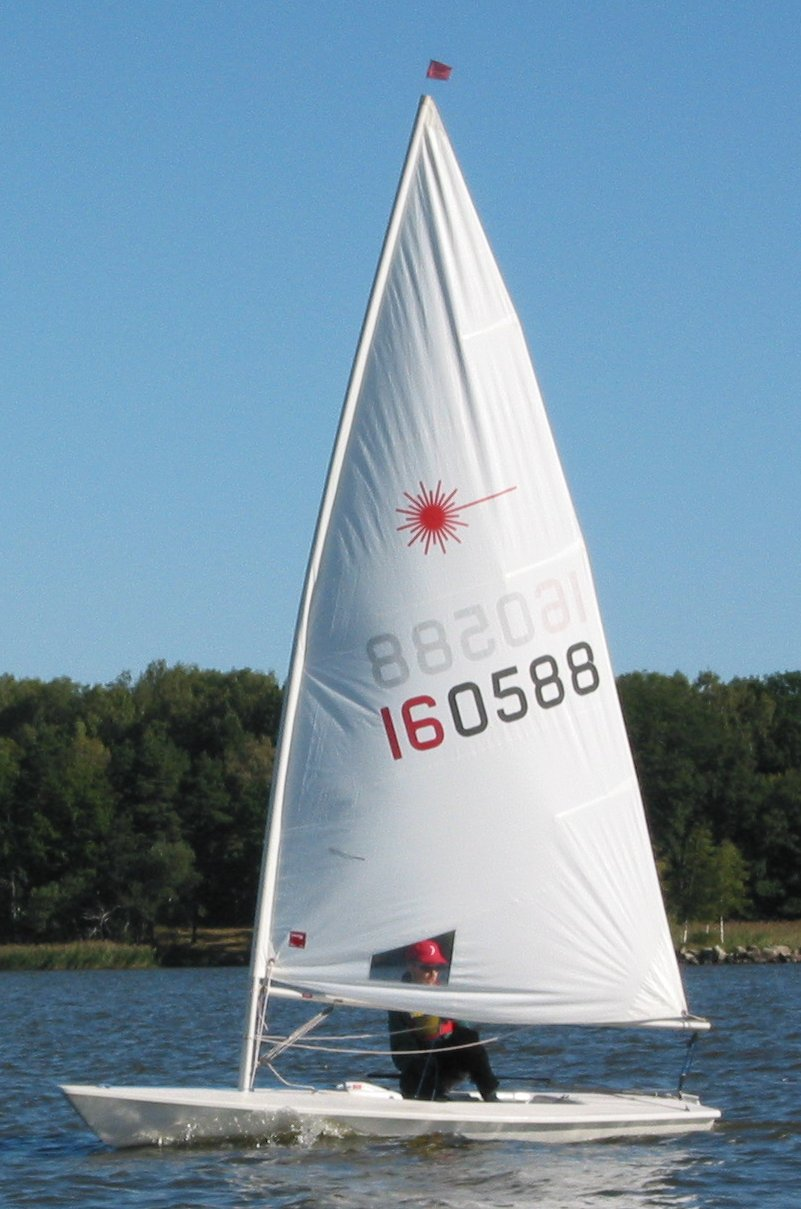
Segeljollen Laser, konstruerad 1971 av Bruce Kirby och Ian Bruce i Kanada
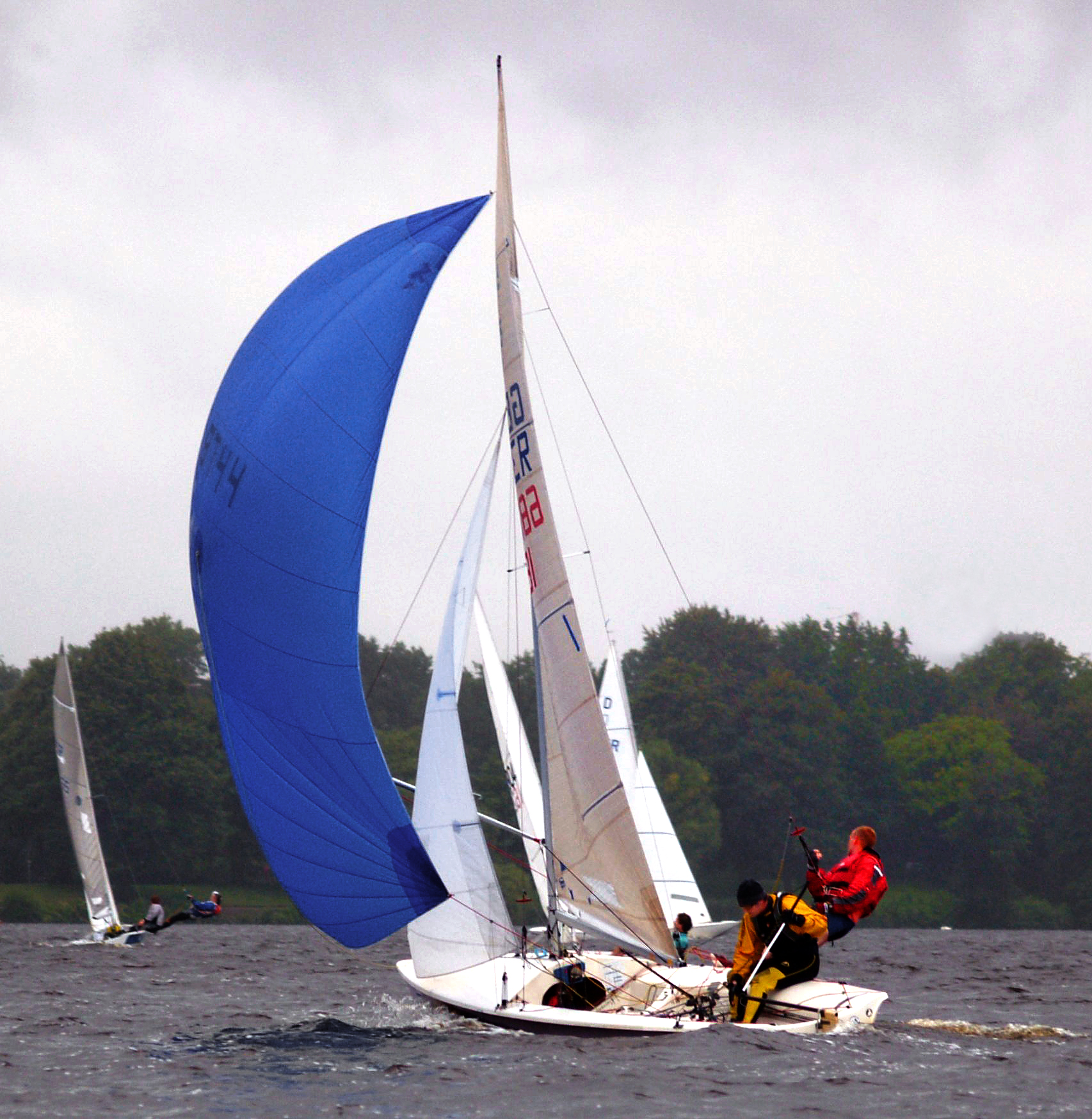
En 505 ritad av John Westell 1953.